# Горди, Иван Яковлевич
Иван Яковлевич Горди (настоящая фамилия Гордиевский; 12 ноября 1853, Овидиополь, Херсонская губерния — после 1925, предположительно в Краснодаре) — русский оперный певец (бас) и вокальный педагог.

## Биография
Родился в семье священника Якова Герасимовича Гордиевского (1822—1859). В 1866—1874 годах учился в Одесской гимназии. Позднее поступил в Петербургский университет и, одновременно обучался пению в Петербургской консерватории (1876—83 гг; класс сольного пения И. А. Мельникова, В. Самуся и К. Эверарди).
В 1882—1884 годах солист петербургского Мариинского театра (дебютировал в партии Мельника — «Русалка» А. Даргомыжского). В 1884—1885 годах был послан за государственный счет в Италию для совершенствования в вокальном искусстве. В 1885 году дебютировал в миланском театре «Манцони», затем до 1890 года гастролировал по городам Италии (Флоренция, Неаполь, Болонья) и Франции (Ницца). Позднее до 1903 года пел на оперных сценах Тифлиса (1890—1891, 1896—1897), Киева (сезон 1891—1892), Екатеринослава (1892—1893, 1894—1895), Вильно (ныне Вильнюс; 1893—1894, 1902), Ярославля (1896). В 1897—1898 выступал в составе Оперного товарищества К. Михайлова-Стояна, с которым гастролировал в Витебске, Керчи, Смоленске и других городах.

## Творчество
Обладал хорошо поставленным голосом, яркой музыкальностью и артистическим дарованием. Талант певца высоко ценил П. И. Чайковский.
Первый исполнитель партий: Боабдила («Азра» М. Ипполитова-Иванова, 1890);
В Тифлисе — Отца Земфиры («Алеко» П. Юона, 1897).
Лучшие партии: Иван Сусанин («Жизнь за царя» М. Глинки), Мельник («Русалка» А. Даргомыжского), Мефистофель («Фауст» Ш. Гуно), Бертрам («Роберт-Дьявол» Дж. Мейербера), Царь Египта («Аида» Дж. Верди).
Другие партии: Кончак («Князь Игорь» А. Бородина), Князь Гудал («Демон» А. Рубинштейна); Кардинал де Броньи («Жидовка» Ж. Ф. Галеви), Матисен («Иоанн Лейденский»/«Пророк» Дж. Мейербера), Марсель («Гугеноты» Дж. Мейербера), Великий инквизитор («Африканка» Дж. Мейербера).
Партнёрами в разные годы были: В. М. Зарудная, П. Кошиц, Я. Любин, М. К. Максаков, Ф. А. Ошустович, С. И. Светлова, М. Славика, И. В. Тартаков, О. Энквист. Пел п/у М. М. Ипполитова-Иванова, И. О. Палицына, И. А. Труффи.

## Педагогическая деятельность
С 1903 вёл педагогическую деятельность. В 1907—1918 годах — профессор Московской консерватории, в 1918—25 годах — преподаватель Краснодарского музыкального училища. Среди его учеников — Ф. Вазерский, С. Мурадян-Лысенкова, В. А. Муравьёв, И. А. Росляков, П. Словцов,.
В.А. Соковнин .